# تسلسلية
التسلسلية هي بنية اجتماعية تختلف عن مجرد كونها مجموعة من الأفراد. تأخذ التسلسليات شكل المسميات التي تفرض على الأشخاص أو يتخذونها هم طوعًا بأنفسهم. ومن الممكن أن تكون التسلسلية «غير مقيدة» ومعرفة ذاتيًا، مثل العمال، والوطنيين، أو الفوضويين، أو «مقيدة» ومعرفة بإحصاء السكان الرسمي والانتخابات مثل الأمريكيين ذوي الأصول الآسيوية أو التوتسي.
يصف بنديكت أندرسون التسلسلية المقيدة بالتحكم الماكر في القوة من قبل السلطة السياسية. فعندما تهتم الدولة بالقوة فقد تقوم بوضع تسلسل لمواطنيها حتى تتمكن من التعرف عليهم، كأن تجبر المواطنين على اتخاذ لقب للعائلة أو (مؤخرًا) رقم الهوية الوطنية.
كما يستخدم التعبير في في دراسات النوع الاجتماعي.